# ラフィク・ハリシェ
ラフィク・ハリシェ（Rafik Halliche 、1986年9月2日 - ）は、アルジェリア・アルジェ出身の元プロサッカー選手。元サッカーアルジェリア代表。現役時代のポジションはDF。

## 経歴

### クラブ
NAフサイン・デイの下部組織で育成され、2006年1月にトップチームデビュー。
2008年冬の移籍市場ではフランスの数クラブから関心を寄せられていたが、1月30日にSLベンフィカ移籍が発表された。直後、CDナシオナルにシーズン終了までレンタル移籍。その後、レンタル期間が1シーズン延長された。
2010年8月23日、フラムFCへの移籍がベンフィカから発表された。2011年夏、スウォンジー・シティAFCへのレンタル移籍が決まった。ところが移籍期間締め切り日から数週間後、手続きに不備があったとしてFIFAが移籍を取り消した。2011年12月、セルティックFCのトライアルに一週間参加したが、契約には至らなかった。2012年8月31日、双方合意の上でフラムとの契約を解除した。
フラム退団後、ポルトガルに戻りアカデミカ・コインブラと2年契約を結んだ。
2014年7月13日、カタールSCに移籍。

### 代表
2008年5月31日のセネガル代表戦でフル代表デビュー。2009年11月18日、2010 FIFAワールドカップ・アフリカ予選のエジプト戦にスタメン出場。1-0の勝利に貢献し、24年ぶりとなるワールドカップ出場権獲得を果たした。
アフリカネイションズカップ2010ではグループステージのマリ代表戦で決勝ゴールを挙げた。準決勝のエジプト代表戦ではイエローカード2枚を貰い退場、チームは0-4で敗退した。
2014 FIFAワールドカップではチームキャプテンを務め、グループリーグの韓国代表戦でゴールを挙げた。

## 代表歴

### 出場大会
- アルジェリア代表
  - 2010 FIFAワールドカップ
  - 2014 FIFAワールドカップ

### 試合数
- 国際Aマッチ 41試合 3得点（2008年-2019年）[15]

| アルジェリア代表 | 国際Aマッチ | 国際Aマッチ |
| 年               | 出場        | 得点        |
| ---------------- | ----------- | ----------- |
| 2008             | 2           | 0           |
| 2009             | 7           | 0           |
| 2010             | 12          | 1           |
| 2011             | 0           | 0           |
| 2012             | 0           | 0           |
| 2013             | 5           | 0           |
| 2014             | 10          | 2           |
| 2015             | 2           | 0           |
| 2016             | 0           | 0           |
| 2017             | 0           | 0           |
| 2018             | 0           | 0           |
| 2019             | 3           | 0           |
| 通算             | 41          | 3           |

### 得点
| #  | 開催日         | 開催地           | 対戦国   | スコア | 結果 | 試合概要                           |
| -- | -------------- | ---------------- | -------- | ------ | ---- | ---------------------------------- |
| 1. | 2010年1月14日  | ルアンダ         | マリ     | 1–0    | 1–0  | アフリカネイションズカップ2010     |
| 2. | 2014年6月22日  | ポルト・アレグレ | 韓国     | 2–0    | 4–2  | 2014 FIFAワールドカップ            |
| 3. | 2014年10月11日 | ブランタイヤ     | マラウイ | 1–0    | 2–0  | アフリカネイションズカップ2015予選 |